# Smrk u Žďáru
Smrk u Žďáru byl památný strom u vesnice Žďár severozápadně od Tachova. Přibližně stodvacetiletý  smrk ztepilý (Picea abies) rostl v polesí Huť jižně od silnice spojující Chodský Újezd a Halži v nadmořské výšce 628 m. Obvod jeho kmene měřil 300 cm a koruna stromu dosahovala do výšky 26 m (měření 1982). Smrk byl chráněn od roku 1983 pro svůj vzrůst. Při vichřici Sabina v únoru 2020 došlo k vyvrácení stromu, ochrana památného stromu byla proto 8. dubna 2020 zrušena.

## Stromy v okolí
- Broumovské smrky v Hamerském údolí
- Broumovský smrk
- Broumovský jasan
- Dubová alej pod Broumovem
- Lípy na Jalovém dvoře